# 天池浪寄町
天池浪寄町（あまいけなみよせちょう）は、愛知県稲沢市の地名。

## 地理
稲沢市北部に位置する。東は天池光田町、西は浅井町、北は天池東町に接する。

### 学区
|      | 小学校             | 中学校             | 高等学校 |
| ---- | ------------------ | ------------------ | -------- |
| 全域 | 稲沢市立清水小学校 | 稲沢市立明治中学校 | 尾張学区 |

## 歴史

### 沿革
- 1981年（昭和56年） - 稲沢市天池町の一部により、同市天池浪寄町が成立[2]。

## 交通
- 愛知県道稲沢祖父江線[1]
- 愛知県道天池片原一色線[1]

### WEB
1. ↑  “愛知県稲沢市の郵便番号一覧”.   日本郵便. 2023年11月11日閲覧。
2. ↑  “市外局番の一覧” (PDF).   総務省 (2022年3月1日). 2022年3月22日閲覧。
3. 1 2  稲沢市役所 教育委員会事務局 学校教育課 学習支援グループ (2020年4月9日). “住所50音順通学区域（小・中学校）”.   稲沢市. 2024年5月28日閲覧。

### 書籍
1. 1 2 3 4  「角川日本地名大辞典」編纂委員会 1989, p. 1588.
2. ↑  「角川日本地名大辞典」編纂委員会 1989, p. 113.